# 科爾曼 (喬治亞州)
科爾曼（英語：Coleman）是位於美國喬治亞州蘭道夫縣的一個人口普查指定地區。

## 地理
科爾曼的座標為31°40′22″N 84°53′25″W / 31.67278°N 84.89028°W，而該地最高點為海拔高度122米（即400英尺）。

## 人口
根據2010年美國人口普查的數據，科爾曼的面積為2.00平方千米，當中陸地面積為2.00平方千米，而水域面積為0.00平方千米。當地共有人口149人，而人口密度為每平方千米74人。